# Крок гвинта

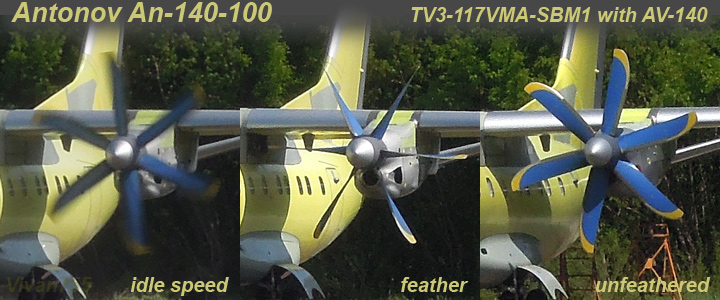
Гвинт АВ-140 на максимальному кроці 82° (кадр 2) і на мінімальному кроці 5° (кадр 3)

Крок гвинта́ — одна з основних технічних характеристик повітряного або гребного 
гвинта, яка є відстанню у напрямку осі, яку б пройшла хорда перерізу лопаті гвинта при заданому куті кріплення за один повний оберт
(360°), якби він рухався в щільному середовищі. В повітряному середовищі, гвинт проходить трохи більший шлях через наявність ковзання. Вимірюється в одиницях відстані за один оберт. 
В авіації під величиною кроку гвинта зазвичай розуміють кут встановлення лопатей гвинта відносно площини обертання.
Крок гвинта знаходиться в тангенціальній залежності від кута нахилу лопатей відносно площини, перпендикулярній осі гвинта.
При встановленні лопатей гвинта «за потоком», тобто коли кут близький до 90°, тяга не створюється, опір зустрічному потоку повітря мінімальний,
а обертанню — максимальний. Такий режим називається режимом флюгера, і застосовується при відмові двигуна в польоті. При встановленні 
кута, близького до нуля, тяга є максимальною, а опір обертанню - мінімальний. 
Чим більший крок гвинта, тим більший об'єм газу або рідини захоплюють лопаті, однак вслід за тим відбувається збільшенням опору, завдяки чому збільшується і навантаження на двигун, збільшується тяга і зменшується швидкість обертання гвинта (оберти). Конструкція сучасних повітряних і гребних гвинтів передбачає можливість зміни кута атаки лопатей без зупинки двигуна.

## Різновиди гвинтів
Гвинти бувають:
- Гвинт незмінного кроку — в якого лопаті не можуть обертатися довкола своєї осі, оскільки лопаті і ступиці є єдиною цілісною деталлю.
- Гвинт фіксованого кроку — у якого лопаті встановлюються на землі перед польотом під будь-яким кутом до площини обертання і фіксуються. В польоті кут встановлення не змінюється.
- Гвинт змінного кроку — у якого лопаті в будь-який час можуть обертатися довкола своєї осі і встановлюються під необхідним кутом до площини обертання.

З метою підвищення ефективності і безпеки, на літаках, які оснащенні гвинтом із змінним кроком, важливо враховувати оптимальне співвідношення
потужності, яка передається валу двигуна, і кроку гвинта на кожному етапі польоту. На деяких типах літальних апаратів встановлюють
механізм регуляції сталості обертів, який, змінюючи крок, підтримує стале число обертів вала двигуна.